# Almudena Gallardo
Almudena Gallardo Vicente (Madrid, 26 de marzo de 1979) es una deportista española que compitió en tiro con arco, en la modalidad de arco recurvo.
Ganó una medalla de oro en el Campeonato Europeo de Tiro con Arco al Aire Libre de 2006 y dos medallas de bronce en el Campeonato Europeo de Tiro con Arco en Sala, en los años 1998 y 2006.
Participó en dos Juegos Olímpicos de Verano, ocupando el trigésimo tercer lugar en Sídney 2000 y el decimotercero en Atenas 2004, en la prueba individual.
Después de retirarse de la competición, se convirtió en directora técnica de la Federación Española de Tiro con Arco.

## Palmarés internacional
| Campeonato Europeo al Aire Libre | Campeonato Europeo al Aire Libre | Campeonato Europeo al Aire Libre | Campeonato Europeo al Aire Libre |
| Año                              | Lugar                            | Medalla                          | Prueba                           |
| -------------------------------- | -------------------------------- | -------------------------------- | -------------------------------- |
| 2006                             | Atenas (Grecia)                  | Medalla de oro                   | Individual                       |
| Campeonato Europeo en Sala       |                                  |                                  |                                  |
| Año                              | Lugar                            | Medalla                          | Prueba                           |
| 1998                             | Oldenburgo (Alemania)            | Medalla de bronce                | Equipo                           |
| 2006                             | Jaén (España)                    | Medalla de bronce                | Individual                       |